# Décennie 1380 en architecture
| Années de l'architecture : 1377 - 1378 - 1379 - 1380 - 1381 - 1382 - 1383    |
| Décennies de l'architecture : 1350 - 1360 - 1370 - 1380 - 1390 - 1400 - 1410 |

Cet article présente les faits marquants de la décennie 1380 en architecture.

## Événements
- 3 novembre 1383 : la cathédrale Santa Maria del Mar de Barcelone est achevée[1].

- 13 mars 1386 : début de la construction du Dôme de Milan[2].

## Réalisations
- Vers 1380 : première mention du château de Kuressaare en Estonie[3].
- 1381-1385 : construction de Cooling Castle (en) dans le Kent[4].
- 1384-1397 : construction de la grande salle de la loge de mer de Barcelone dirigée par Pere Arvei[5].
- 1385-vers 1410 : construction du portail principal ouest de la cathédrale Saint-Pierre de Ratisbonne[6].
- 1385 : début de la construction de l'église Saint-Martin de Landshut, achevée en 1500 ; sa tour de 130 m de hauteur constitue la plus haute structure en brique[7].
- 1387 :
  - reconstruction de la cathédrale Saint-Gilles d'Édimbourg en Écosse, incendiée lors de l'invasion anglaise de 1385[8].
  - achèvement de l'Hôtel de ville de Bruges, alors centre commercial des Pays-Bas[9].
- 1388 :
  - début de la construction de Sainte Marie de la Victoire, sur le site de la bataille d'Aljubarrota, plus connu sous le nom de Batalha, la Bataille (Portugal), par les architectes Afonso Domingues (1388-1402) puis David Huguet (1402-1438)[10].
  - construction du mausolée de Fîrûz Shâh Tughlûq à Delhi[11].

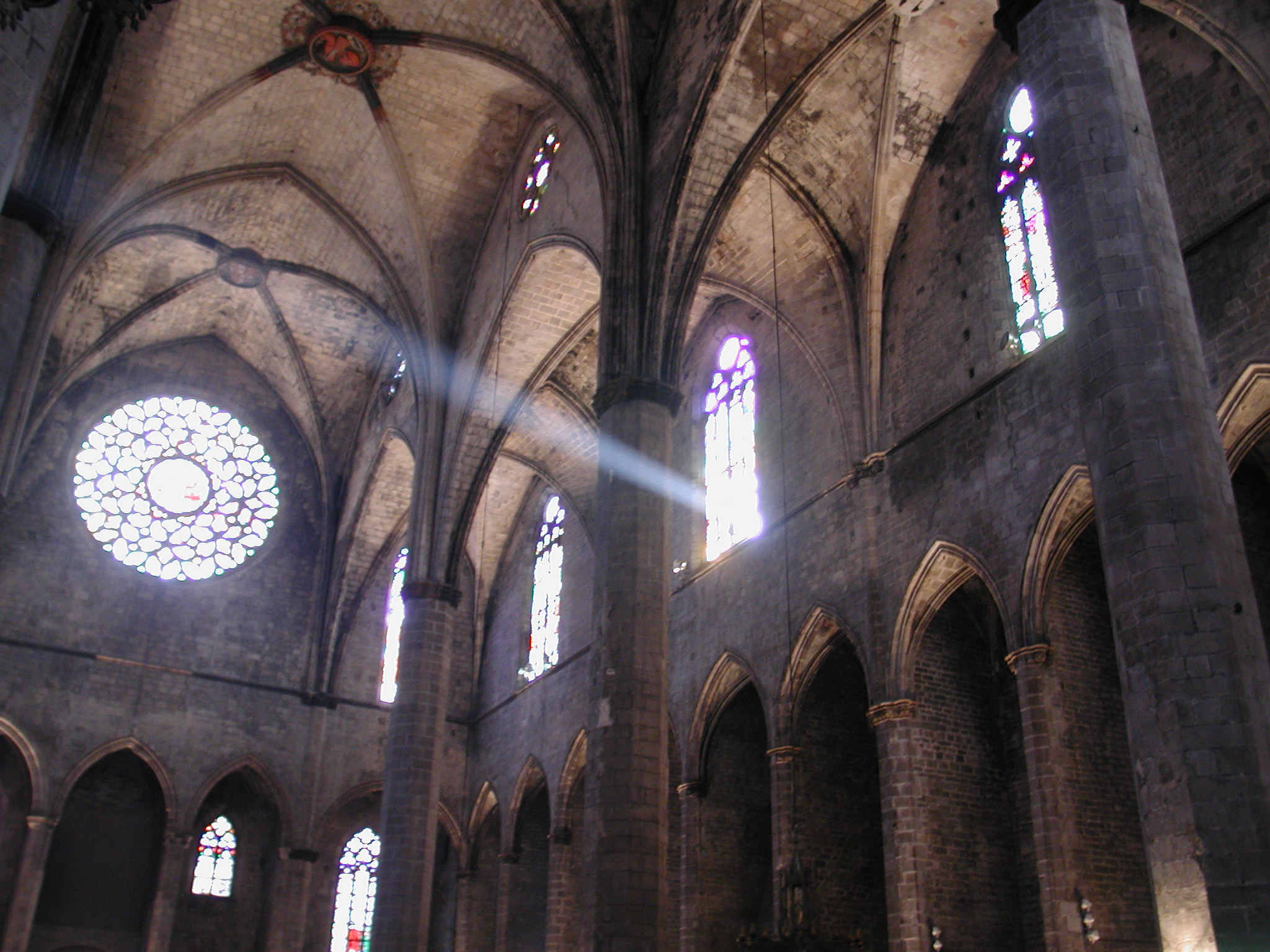
Église Santa Maria del Mar
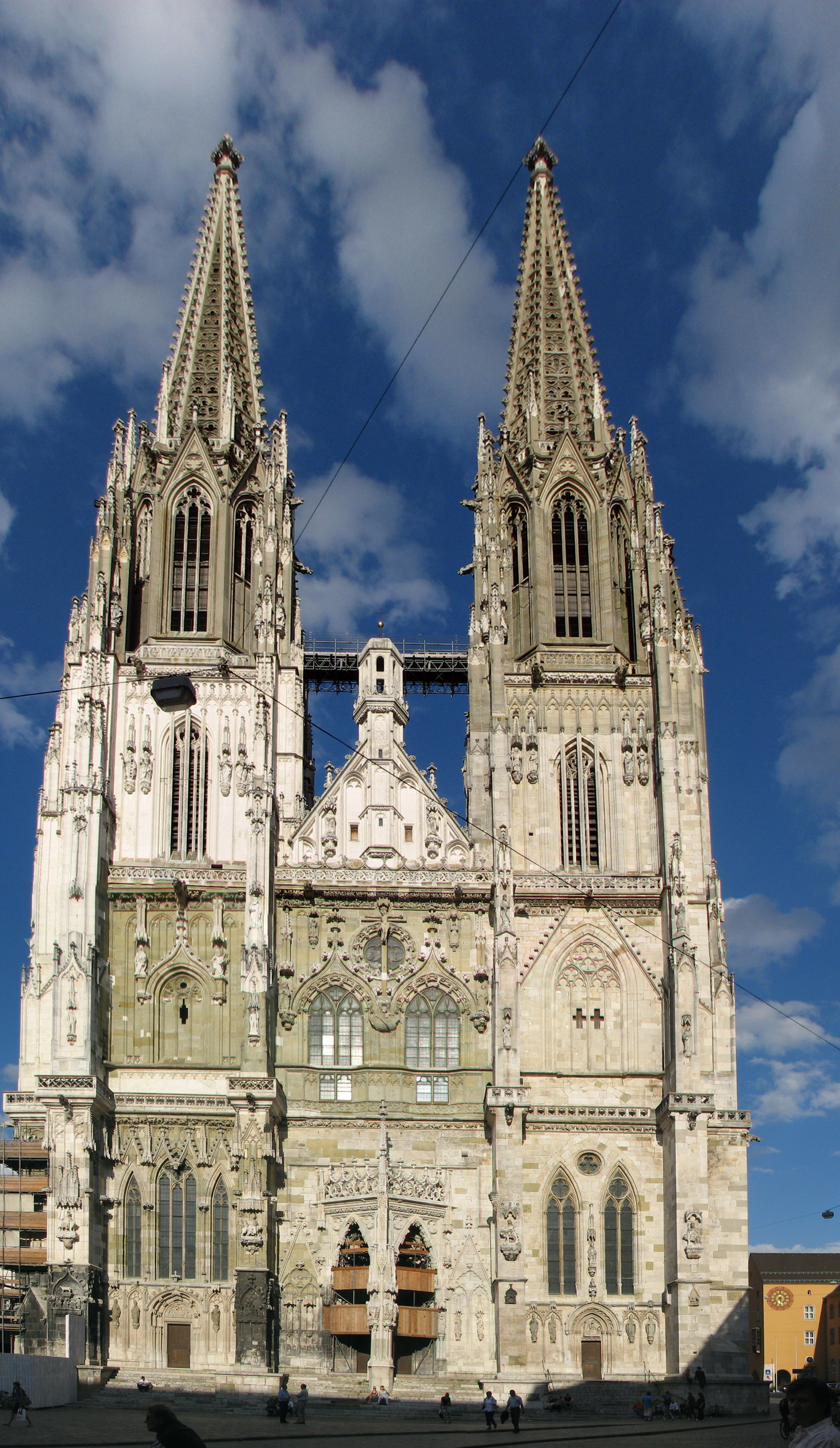
Facade occidentale de la cathédrale Saint-Pierre de Ratisbonne
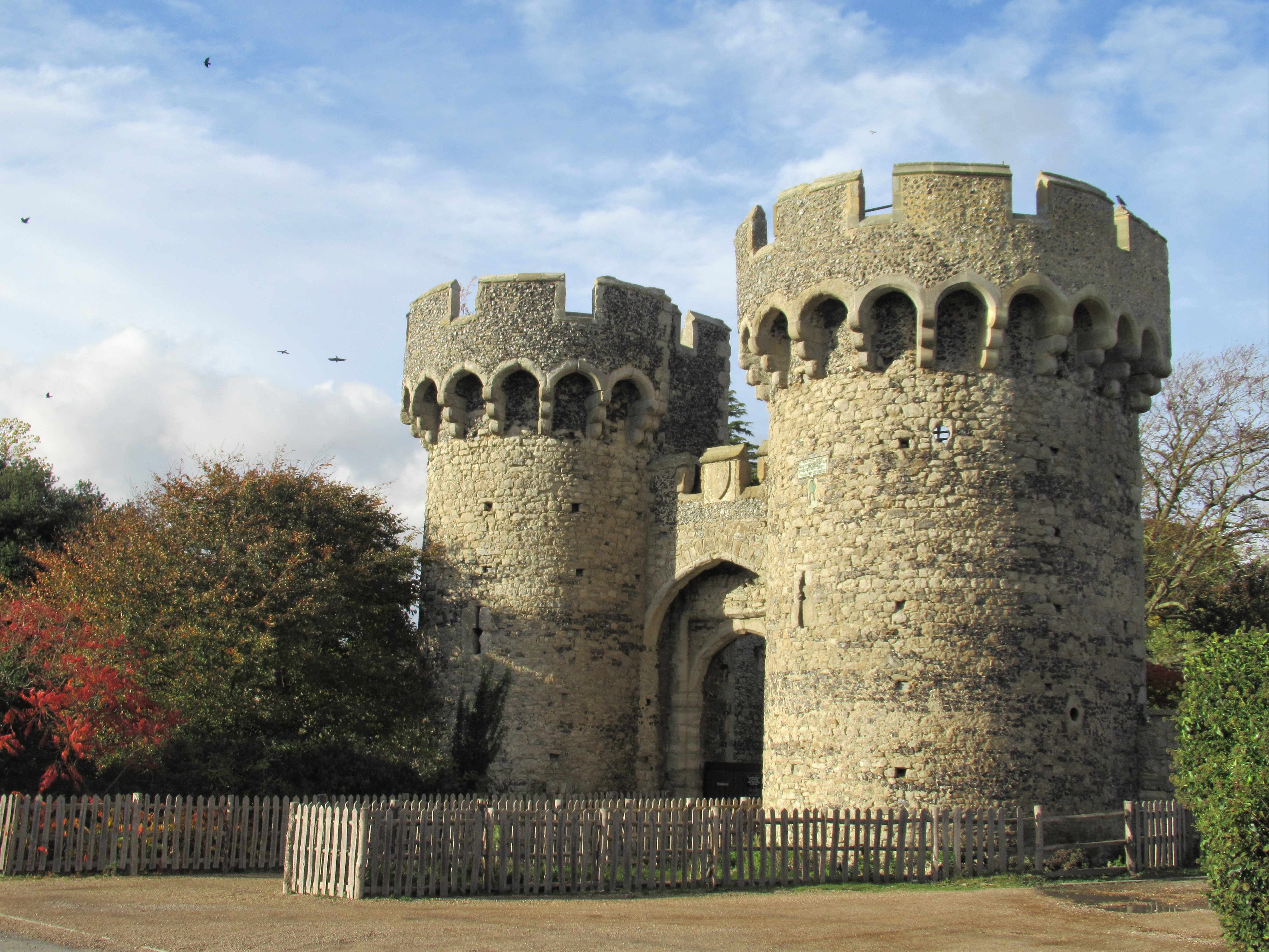
Cooling Castle.
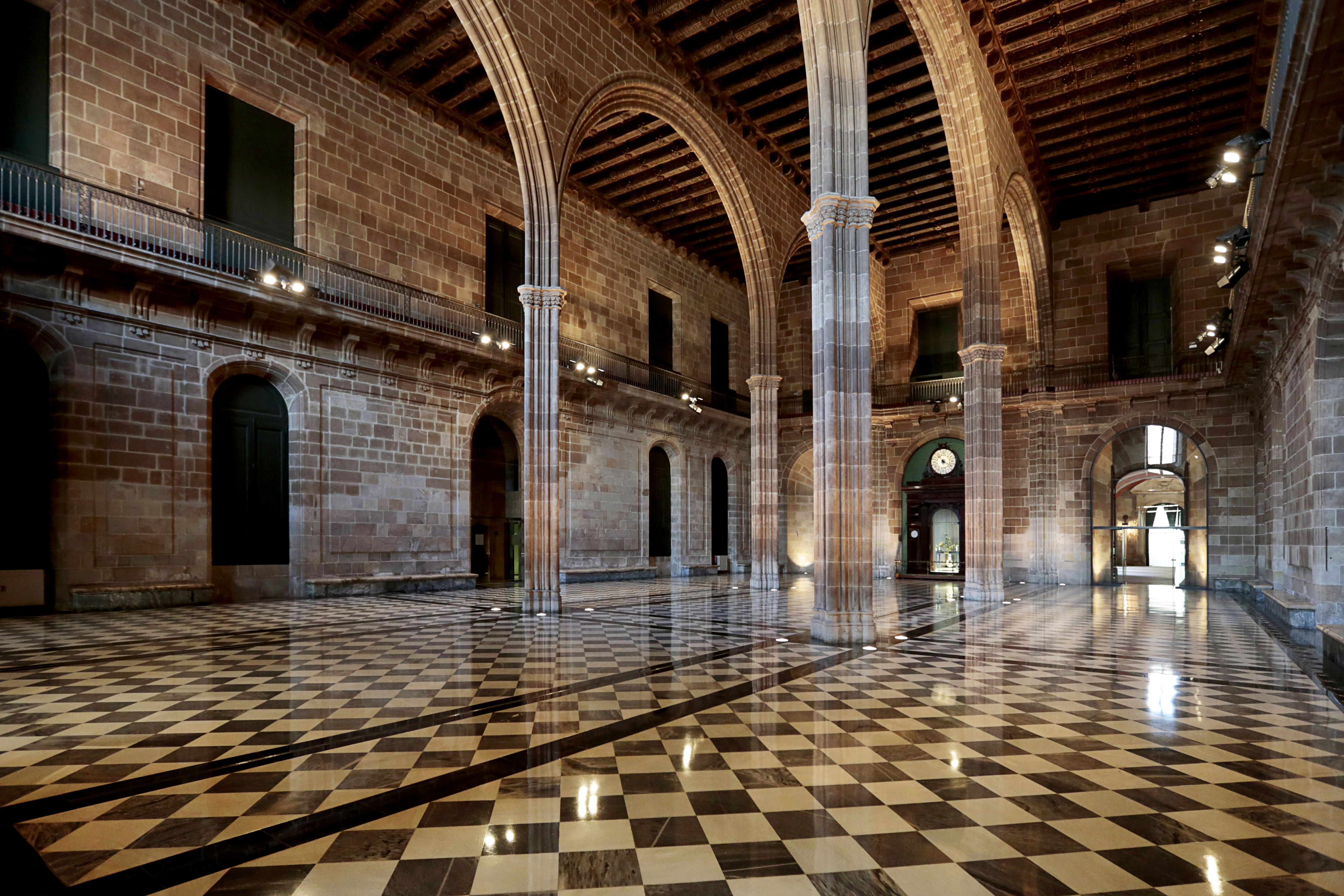
Loge de mer de Barcelone.
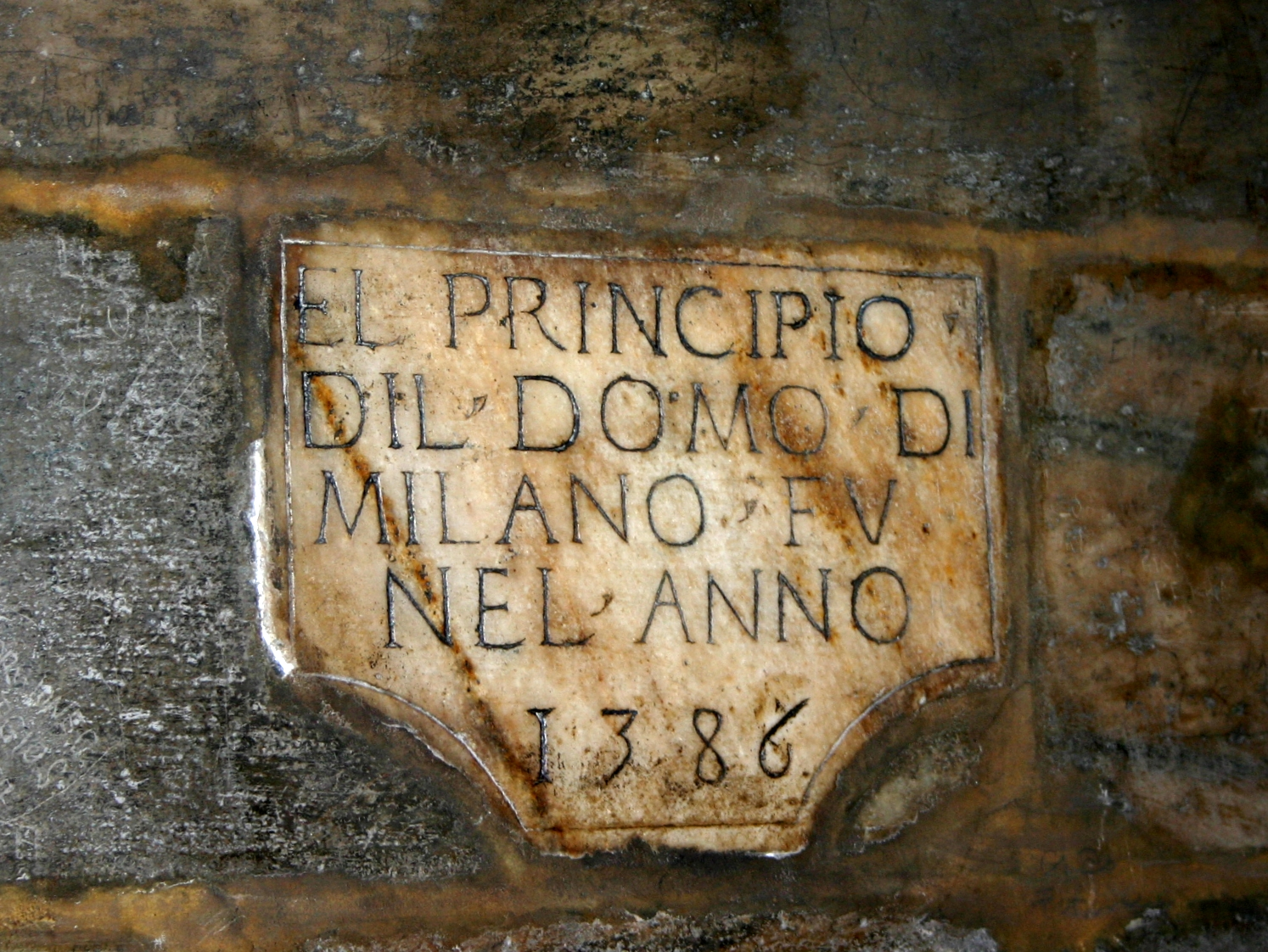
La première pierre du Dôme de Milan
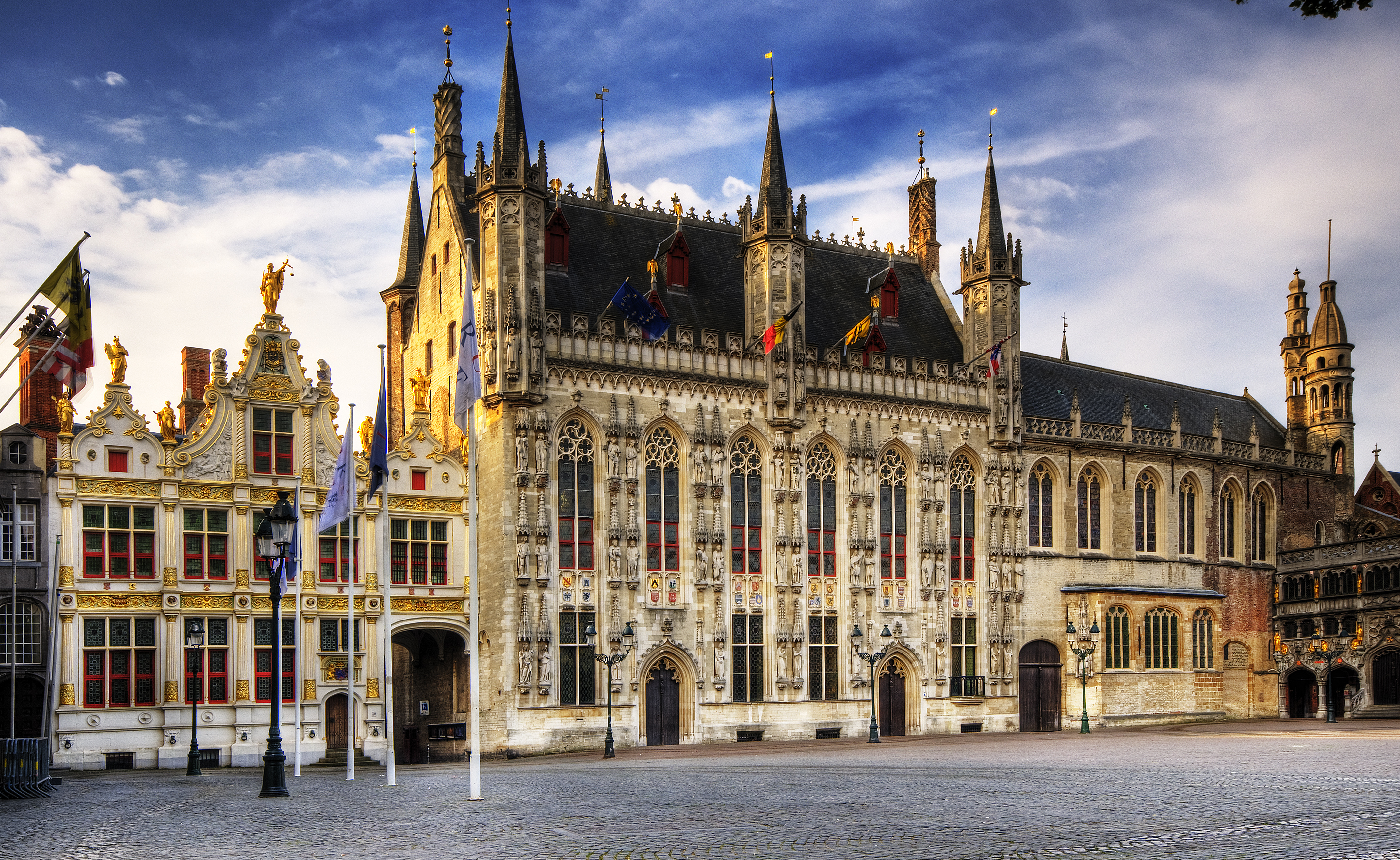
Hôtel de ville de Bruges
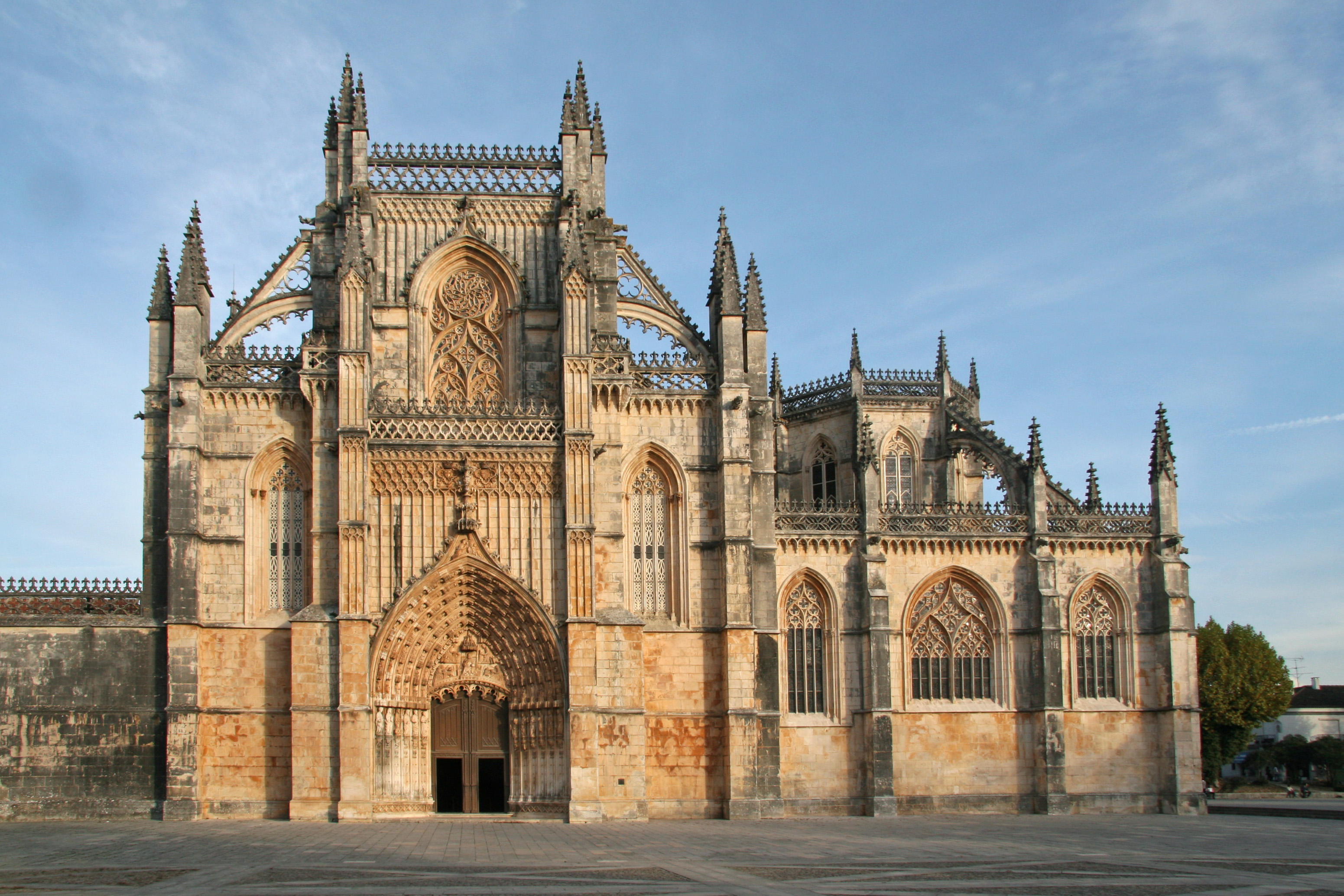
Monastère de Batalha
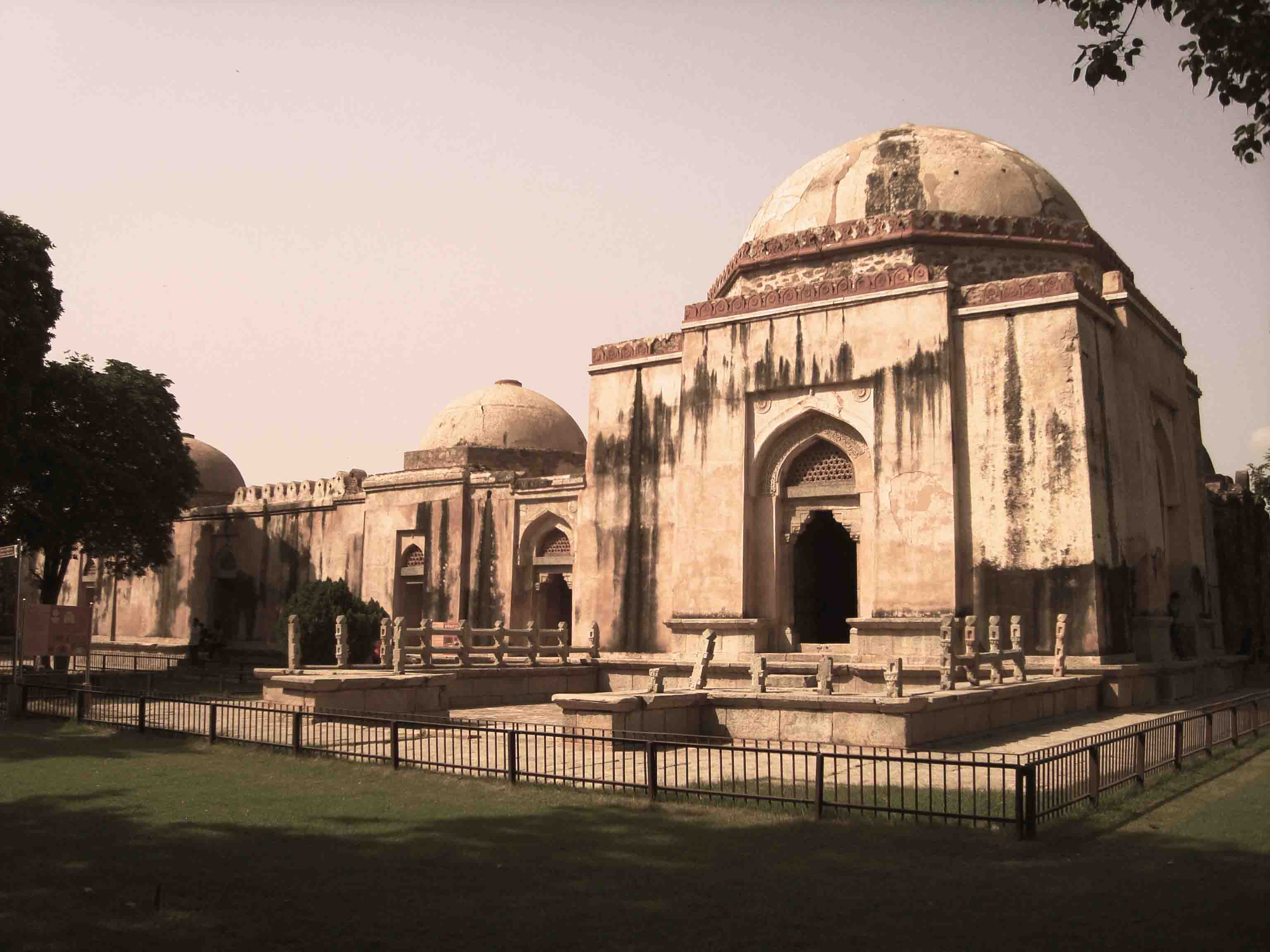
Mausolée de Fîrûz Shâh Tughlûq.

## Naissances
- 1386 : Donatello († 13 décembre 1466)

## Décès
- x